# Neuromarketing
Neuromarketing studuje funkce mozku při rozhodování o koupi produktu. Jedná se o marketingový obor, spadajíci pod neuroekonomii, který sleduje, jak mozek reaguje na určité podněty obsažené v reklamě, značku a pod. Pokouší se v mozku najít „spouštěč nákupu“.
Tento obor využívá studie, které zkoumají vliv marketingových podnětů na reakce spotřebitele a to např. kožní galvanické reakce, sledování pohybu očí, sledování srdečního rytmu, dýchání nebo elektromyografii tváře. Každá z těchto technik se používá na měření nekontrolovaných lidských reakcí při vystavení různým obrázkům, zvukům, pachům, chutím, tvarům nebo konkrétním produktům, zprávám o produktu, situacím na trhu apod. Tyto poznatky pak lze uvádět do souvislosti s procesy jako rozhodování, úsudek, kódování paměti, nebo emoce spojeny s marketingovými koncepty jako positioning, věrnost značce, nebo spotřebitelská reakce na marketingové sdělení.
Hlavními nástroji na výzkum však zůstávají neurozobrazovací techniky a to funkční magnetická rezonance (fMRI) a elektroencefalografie (EEG).
Neuromarketing je nástroj ke zkoumání pravdivých preferencí spotřebitele, které nejsou subjektivně ovlivněny např. zaujetím k určité značce, jméně apod. Výstupem těchto poznatků jsou reklamní kampaně zaměřené na skutečné reakce mozku a produkci takových výrobků a služeb, které budou spotřebiteli efektivně nabízeny a zároveň poptávány. V tomto smyslu je působení na spotřebitele, skrze výsledky z neuromarketingové analýzy, podprahové.[zdroj⁠?!]

## Podprahovost
Jedním z nejdůležitějších marketingových psychologických principů je vytvořit koncept. Zavádění předmětu s určitým tématem do spotřebitelské mysli vyvolá elektrochemické reakce v nervovém řečišti a centru, které toto téma nějakým způsobem kóduje. Následné působení tohoto tématu spolu s určitým podnětem, povede k rychlejšímu zpracování informace. V praxi toho využívají reklamní agentury, které si jsou vědomy nutnosti časté opakovanosti důležitých sdělení, jako např. stěžejní argumenty pro nákup produktu. Rovněž firmy toho využívají při designovaní rozložení prodejny, kde produkty, které se zaměřují na základní potřeby a zaměstnávají kognitivně založený rozhodovací proces jsou umístěné co nejdál od vchodu do obchodu, zatímco produkty na emocionálně založené bázi jsou umísťovány zákazníkovi do cesty, aby podpořili jeho impulzivní chováni. Podprahové působení na člověka působí, aniž by si to uvědomoval.

## Užití
Výzkum založený na neuromarketingových technikách má četné oblasti využití, od navrhování nových produktů až po integrované způsoby a prostředky komunikace s lidmi, kteří tvoří poptávku.
Některé z oblastí, které tyto výzkumy využívají jsou:
- Designování potravinářských a nápojových výrobků: vnímání chuti je složitý proces, který vyžaduje integraci mnoha smyslových podnětů, jako je chuť, textura, vůně a vzhled. Neurozobrazovací nástroje se ukázaly být účinné při dekódování tohoto složitého procesu[zdroj⁠?!] a mohou být úspěšně použity při návrhu nového výrobku.
- Architektonický design nové budovy: měření mozkové aktivity generované při pohledu na rozlíčné částí budovy a integrace objevů neurozobrazování do procesu designování nové budovy. S pomocí virtuální reality mohou výzkumníci vytvářet velmi přesné simulace budov nebo životního prostředí[zdroj⁠?!] a s pomocí funkční magnetické rezonance mohou sledovat subjekt při „touláním se“ virtuálními koridory.[zdroj⁠?!]
- Filmový a hudební průmysl: pomocí funkční magnetické rezonance se měří různé scény ve filmu[zdroj⁠?!] a pak v závislosti na registrované mozkové reakci se tyto scény zahrnou nebo odstraní z finálni podoby filmu. Stejný postup se používá v hudebním průmyslu, kde se studie provedené s pomocí funkční magnetické rezonance používají na předvídaní počouvatelnosti nových hudebních úseků.

Další oblasti zahrnují: prodávaní skupinových výrobků (kosmetika, jídlo, exkluzívni produkty nebo služby), designování reklam, webstránek nebo organizace online obchodů. Metoda neuromarketingu se nepoužívá jen u komerčního marketingu, ale také u sociálního, nekomerčního a např. v politickém marketingu.
S rozvojem neuromarketingové analýzy spotřebitelské mysli vystává na povrch otázka etiky a toho, zdali je pak zákazník schopen se bránit.